# 日曜TOP情報
『日曜TOP情報』（にちようトップじょうほう）は、1986年4月6日から1994年3月27日までフジテレビ系列局（新潟総合テレビ・テレビ長崎（1990年9月まで）・テレビ大分・テレビ宮崎・鹿児島テレビを除く、1993年3月まで山形テレビでも放送）で毎週日曜日の朝に放送された報道番組。『露木茂のTOP情報』として放送を開始、司会者の交代に伴い、1987年4月から1992年3月までは『小川宏のTOP情報』とのタイトルで放送されていた。

## 総合司会
- 露木茂[1]（1986年4月6日 - 1987年3月29日）
- 小川宏（1987年4月5日 - 1992年3月29日）
- 須田哲夫[2]（1990年4月15日 - 6月24日・1990年12月9日 - 1991年1月13日）※小川宏の代役
- 向坂樹興[3]（1992年4月5日 - 1994年3月27日）

## ナレーション
- 坪井章子

ほか

## 放送時間
- 日曜 7:30 - 8:00 （1986年4月6日 - 1992年3月29日）
- 日曜 6:45 - 7:15 （1992年4月5日 - 1994年3月27日）

## ネット局
※特筆の無い限り全て同時ネット
- フジテレビ（制作局）
- 北海道文化放送
- 岩手めんこいテレビ（1991年4月7日から）
- 仙台放送
- 秋田テレビ
- 山形テレビ[4]（1993年3月まで）
- 福島テレビ
- 長野放送[5]
- テレビ静岡
- 富山テレビ[6]
- 石川テレビ[6]
- 福井テレビ[6]
- 東海テレビ
- 関西テレビ
- 山陰中央テレビ
- 岡山放送
- テレビ新広島
- テレビ愛媛（愛媛放送）
- テレビ西日本
- テレビ長崎（1990年10月7日から）
- テレビくまもと
- 沖縄テレビ